# Szroma
Szroma (gruz. შრომა) – wieś w Gruzji, w regionie Guria, w gminie Ozurgeti. W 2014 roku liczyła 392 mieszkańców.